# Bréville-les-Monts
Bréville-les-Monts è un comune francese di 659 abitanti situato nel dipartimento del Calvados nella regione della Normandia.
Il comune si è chiamato Bréville, fino al 26 agosto 2004.

## Società

### Evoluzione demografica
Abitanti censiti